# Grumant
Grumant o Grumantbyen es una localidad abandonada de la isla Spitsbergen, en el archipiélago noruego de Svalbard. El asentamiento perteneció a la Unión Soviética y fue abandonado en 1961. En Grumantbyen la actividad principal era la caza de ballenas.

## Demografía
Actualmente está deshabitada, pero se reiniciaron las actividades pesqueras en 2003, por lo que se cree que la población será temporal por el momento.
- Datos: Q950884
- Multimedia: Grumant / Q950884